# Mizodorcatoma dommeri
Mizodorcatoma dommeri is een keversoort uit de familie klopkevers (Anobiidae). De wetenschappelijke naam van de soort is voor het eerst geldig gepubliceerd in 1856 door Rosenhauer.